# لیه، پاکستان
لیه (به انگلیسی: Layyah) یک شهر در پاکستان است که در ناحیه لیه واقع شده‌است. لیه ۶٬۲۹۱ کیلومتر مربع مساحت دارد ۱۴۳ متر بالاتر از سطح دریا واقع شده‌است.